# Radiopaedia
Die Radiopaedia ist eine werbe- und spendenfinanzierte Website mit radiologischen Artikeln und Fallbeispielen, die von fachkundigen Autoren verfasst und peer-reviewed sind. Die Texte und Bilder stehen überwiegend unter der Creative Commons Non-Commercial Attribution-Lizenz 3.0. Betreiber ist die Firma Radiopaedia Australia Pty Ltd, die mehrheitlich dem australischen Neuroradiologen Frank Gaillard (Royal Melbourne Hospital) gehört. Die Seite ist ohne Anmeldung kostenlos lesbar, zeigt dann allerdings auch Anzeigen an. Es gibt einen werbefreien Vollzugang, der auch radiologische Fortbildungskurse umfasst und je nach Herkunftsland 300–650 USD pro Jahr kostet (Stand 2025). 2024 umfasste sie 62.000 Fallberichte und 17.000 Artikel, davon ca. 6000 bzw. 300 Einträge im aktuellen Jahr. Alle Texte sind in englischer Sprache. 
Gaillard, der lange auch als Chefredakteur fungierte, gründete das Projekt 2008 mit einem einzelnen Linux-Server und der Open-Source-Software MediaWiki, die er als Wikipedia-Autor kennengelernt hatte. Grundlage war eine persönliche Datenbank interessanter Fälle, die er seit 2005 gesammelt und für das Internet aufbereitet hatte, um sie von überall her aufrufen zu können. Später wurde die Software auf firmeneigenen Code umgestellt. Registrierte Benutzer können ihre Aufnahmen und Texte hochladen und kollaborativ editieren; es ist auch möglich, dort persönliche Sammlungen anzulegen. Chefredakteur ist (2025) der australische Radiologe Henry Knipe.
Die Radiopaedia ist weltweit eine wichtige Ressource für klinisch tätige Radiologen geworden und kann auch in der Ausbildung eingesetzt werden.